# 조지 R. 브라운 컨벤션 센터
조지 R. 브라운 컨벤션 센터(영어: George R. Brown Convention Center)는 미국 텍사스주 휴스턴에 위치한 컨벤션 센터이다.
| NBA G 리그 올스타전 개최 경기장 |                                   |                                |
| 2012년                          | 2013년 조지 R. 브라운 컨벤션 센터 | 2014년                         |
| 오렌지카운티 컨벤션 센터        | 2013년 조지 R. 브라운 컨벤션 센터 | 어네스트 엔 모리얼 컨벤션 센터 |
|                                 |                                   |                                |
|                                 |                                   |                                |